# Gersh Budker
Gersh Itskovich Budker (em russo:  Герш Ицкович Будкер), Andrey Mikhailovich Budker (1 de maio de 1918 – 4 de julho de 1977) foi um físico soviético, especialista em física nuclear e física de aceleradores.

## Biografia
Foi eleito Membro Correspondente da Divisão Siberiana da Academia Soviética de Ciências em 28 de março de 1958 e foi promovido a Acadêmico da Divisão de Física Nuclear em 26 de junho de 1964.
É mais conhecido por sua invenção em 1968 do resfriamento de elétrons, um método para reduzir a emitância de feixes de partículas por termalização com um feixe de elétrons de co-propagação.
O acadêmico Budker foi o fundador (em 1959) e o primeiro diretor do Instituto Budker de Física Nuclear em Akademgorodok, República Socialista Federativa Soviética da Rússia. Lá morou no 100-Flat Building. Seu retrato decora a famosa Sala da Mesa Redonda do Instituto. Após sua morte o Instituto foi renomeado como Instituto Budker de Física Nuclear em sua homenagem.
Budker se tornou um dos fundadores da Faculdade de Física da Universidade Estadual de Novosibirsk em 1961.
Budker morreu em Akademgorodok vitimado por um infarto agudo do miocárdio at 59.
A vida e as obras de Budker foram celebradas em uma coleção de ensaios de seus colegas, incluindo Pyotr Kapitsa, Lev Landau e Andrei Sakharov, e dois do próprio Budker. A coleção,G. I. Budker: Reflections & Remembrances (editada por Boris N. Breizman), foi publicada em 1988 e mais tarde traduzida para o inglês por James W. Van Dam.